# Air Hainaut
Air Hainaut (code OACI : AHN, indicatif radio : AIR HAINAUT) était une compagnie aérienne française basée sur l'Aéroport de Valenciennes dans le département du Nord effectuant du transport à la demande, des vols d'évacuations sanitaires, des travaux aériens, de publicités et photographies aériennes mais disposant également d'une école de pilotage.

## Histoire

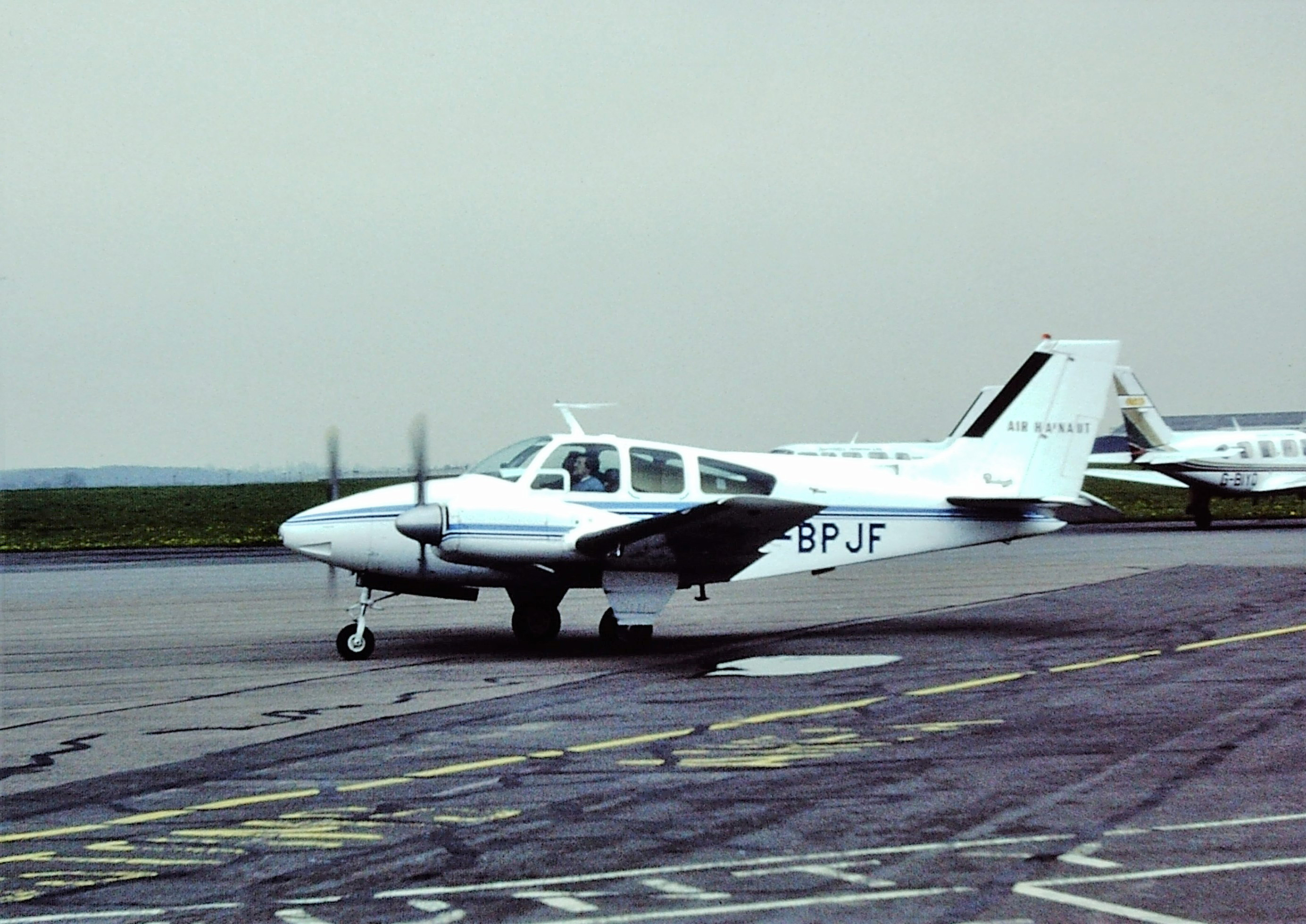
Beechcraft 90 Baron F-BPJF d'Air Hainaut le 05 mai 1983 à Coventry en Angleterre

La compagnie Air Hainaut était créée sous seing privé le 21 décembre 1970 mais enregistrée au registre du Commerce de Valenciennes le 04 janvier 1971. Elle était basée sur l'aéroport de Valenciennes.
Le Hainaut français est une partie française de l'ancien comté franco-belge de Hainaut, avec des villes moyennes comme Valenciennes côté français et Mons côté Belge.
La compagnie était créée par des industriels et chefs d'entreprises dont Fernand Linquette (Bâtiments et Travaux Publics BTP et Président de la chambre de commerce de Valenciennes), Jean Béra (président-directeur général des Établissements de tissage Béra qui deviendra le Président de la Chambre de commerce de Valenciennes en 1981), Jean-Marie Delquignies (président-directeur général honoraire des sociétés François Delquignies et fils et des Etablissements Vandervorst et Cie, président honoraire des CCI de Valenciennes et du Hainaut-Cambrésis en 1986), Georges Guillaume (dirigeant de sociétés comme "Pressings du Nord, qui deviendra Vice-président de la CCI de Valenciennes et à la tête du Medef valenciennois), Pierre Mouty (Chef de bureau d'études chez Usinor) et André Kloeckner (Président du groupe Vauban, qui deviendra directeur général de la chambre de commerce et d'industrie de Valenciennes en 1991) sous l'impulsion de la Chambre de Commerce et d'industrie de Valenciennes.
Claude Paque devenait le premier gérant.
La compagnie était spécialisée dans le transport à la demande en France et Europe de moins de 10 passagers, les vols d'évacuations sanitaires, de travaux aériens dont la publicité aérienne et la photographie mais aussi disposant d'une école de pilotage.
Elle envisageais d'ouvrir des lignes régulières. Elle obtenait son autorisation de transporteur aérien le 20 janvier 1972.
Elle débutait en 1972 avec deux appareils de transport, un Beechcraft Sferma 60A Marquis et un hélicoptère Aérospatiale SA 341G Gazelle puis rapidement avec un Beechcraft 55 Baron, un Cessna 320, un Cessna F-150 et un Gardan GY-80 Horizon.
Pour l'année 1972, la compagnie avait effectué 950 heures de vol, transporté 850 passagers et effectué avec ses 5 avions, 225 000 km. Elle employait 4 personnes.
Fernand Linquette était le Président du Conseil d'Administration. Il était aussi dirigeant d'une société dans le bâtiment à Anzin, Président de la Chambre de Commerce et d'industrie de Valenciennes, Président de la Fédération du Bâtiment de la région Nord-Pas de Calais et Conseiller des Prud'hommes.
En 1973, elle employait 5 personnes dont deux pilotes.
Le 23 février 1977, André Kloeckner, secrétaire général de la Chambre de Commerce de Valenciennes (appellation devenue plus tard directeur général) prenait la direction de la compagnie à la place de Claude Paque,.
Mr Claude Paque entrait au capital de la société et la société Locavion, représentée par Mr Jacques De Beco, Président de la Chambre du commerce d'Avesnes-sur-Helpe dans le Pas-de-Calais, augmentait son capital au sein d'Air Hainaut.
La société Locavion avait son siège social au sein de la Chambre de commerce de Valenciennes.
En 1979, le capital de la compagnie était détenue par Mr Linquette (2 parts), la Chambre de Commerce de Valenciennes (813 parts), la société Locavion Valenciennes (180 parts), les 5 parts restantes par Messieurs Béra, Delquignies, Guillaume, Mouty et Kloeckner.
En 1980, la compagnie disposait d'un appareil Beechcraft 95 B-55 Baron et d'un Piper PA-31 Navajo,.
En 1987, Flandre Air, compagnie aérienne régionale du Nord-Pas-de-Calais créée le 1er avril 1977 et basée à Lille, louait un Piper PA-31 Chieftain à Air Hainaut pour l'exploitation de ses lignes régulières.
En 1988, la compagnie disposait de deux Piper PA-31-350, un Navajo et un Chieftain.
Air Hainaut était mise en liquidation judiciaire en novembre 1993.

## Accident

### Valenciennes - Zurich: 30 juillet 1975
Le 30 juillet 1975, Mr Claude Paque, gérant de la compagnie demandait à un ami pilote, Jean-Pierre Ebrard, cofondateur d'autres compagnies aériennes comme Air Wasteel en 1974, Uni-Air Lille en 1975 puis Air Service Affaires en 1978, de voler sur l’un des deux avions d'Air Hainaut, le Beechcraft Baron 55 immatriculé F-BPJF pour aller à Zurich en Suisse, récupérer un document auprès d’un client et le rapporter à Valenciennes.
Il décollait avec le fils de son patron, Jacques Mollet, médecin et pilote privé qui lui avait demandé s’il pouvait l'accompagner. Jean-Pierre Ebrard volait avec lui de temps en temps sur le Navajo et avait déjà reçu un peu de formation.
Ebrard laissait les commandes pendant le vol. Ils débutaient l’approche sur Zurich où le contrôle leur demandait de garder une vitesse élevée pour garder l’espacement avec un avion de ligne qui les suivait. L'avion était à l’arrondi train et les volets sortis. Le contrôle demandait de dégager rapidement la piste après l’atterrissage.
Ebrard avait la main gauche sur le manche pour suivre le pilotage de son copilote occasionnel et le micro dans la main droite pour répondre à la tour et lui confirmer qu'ils allaient bien dégager au prochain taxiway mais soudainement, le nez de l’avion s’enfonçait et instinctivement Ebrard tirait sur le manche, mais la vitesse étant trop faible à cet instant, c’était sans effet. Le train droit s’enfonçait puis le gauche et l'avion glissait sur 165 mètres puis s'immobilisait sur le côté droit de la piste.
Très peu de temps après, ils étaient survolés de très près par des avions de ligne dont le bruit des réacteurs étaient assourdissants. Quelques minutes après au moins dix camions pompiers arrivaient sur les lieux avec leurs canons braqués vers l'avion.
Une voiture de police s’arrêtait près de l’avion, un policier montait à bord et prenait en photographie "polaroïd" le tableau de bord puis l’avion de l’extérieur.
Erreur de manipulation, le copilote occasionnel avait pris la manette du train d’atterrissage pour la manette des volets.
Les deux pilotes avaient été convoqués par un juge un an après pour répondre chacun à leur tour du délit d’obstruction à la circulation. L'affaire avait été classée sans suite.

## Flotte
- Beechcraft SFERMA 60A Marquis
- Helicoptère Aérospatiale Westland SA 341G Gazelle immatriculé F-BVUI,
- Cessna F-150 immatriculé F-BUME[28],
- Beechcraft 55 Baron immatriculé F-BPJF,
- Piper PA-31 Navajo immatriculé F-BTQA[29],[28],
- Piper PA-31-350 Chieftain
- Cessna 320
- Gardan GY-80 Horizon immatriculé F-BLII[30].